# O Próximo Trem
'O Próximo Trem' lançado em 2009 é o terceiro álbum de estúdio da cantora e compositora brasileira Luka. O álbum foi gravado ao vivo à moda antiga com som mais acústico, bem diferente de seus outros discos e tem como primeiro single a música "Cinderela Doida!", uma das músicas mais tocadas nas rádios em 2009.
O álbum traz músicas mais intimistas como "Tardes de Sol", "O Próximo Trem" e "Pelo Espelho". A canção "Pelo Espelho" foi a segunda a ser trabalhada. O álbum ainda conta com a canção em espanhol intitulada "No Quiero Armas" (Originalmente gravada pela banda Cidadão Quem). O disco possui quatro clipes (Making Of) das canções "Tardes de Sol", "Sempre Tão Perfeito", "Blues do Passado e do Presente" e "Cinderela Doida!". Em março de 2012  o CD foi lançado em Portugal com a faixa bônus "Love Is Free" pela Sony Music.

## Faixas
1. "Samba - Enredo"
2. "Pelo Espelho"
3. "Tardes De Sol"
4. "O Próximo Trem"
5. "Se Eu Fosse Forte"
6. "Sempre Tão Perfeito"
7. "Tempo Demais"
8. "Blues do Passado e do Presente"
9. "Cinderela Doida!"
10. "No Quiero Armas"
11. "Love Is Free" (Faixa Bônus)

## Singles
| Ano  | Single             | Melhor posição |
| Ano  | Single             | BRA Hot 100    |
| ---- | ------------------ | -------------- |
| 2009 | "Cinderela Doida!" | 7              |
| 2009 | "Pelo Espelho"     | —              |
| 2011 | "Love Is Free"     | —              |

## Posições
| Tabelas musicais (2009) | Melhor posição |
| ----------------------- | -------------- |
| Brasil Top 40           | 27             |

## Vendas
| País   | Vendas |
| ------ | ------ |
| Brasil | 5,000+ |